# Cicno (hijo de Poseidón)

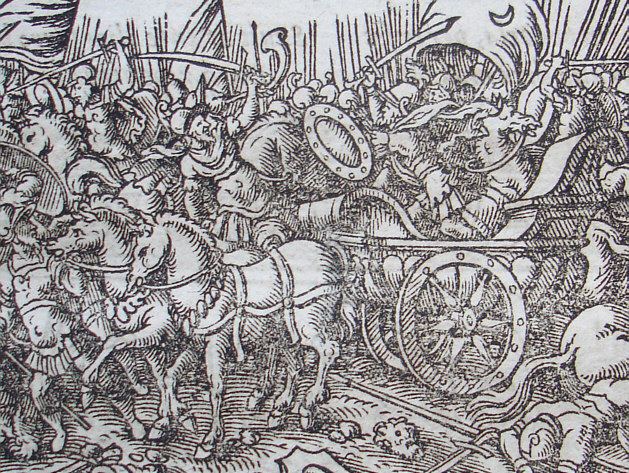
Grabado de 1581, obra de Virgil Solis, para una edición de la obra de Ovidio Las metamorfosis: Aquiles desafía a Cicno.

En la mitología griega, Cicno (en griego Κύκνος, Kýknos) era un rey de Colonas, ubicada al sur de la Tróade, que fue muerto a manos de Aquiles. Era hijo del dios Poseidón y la ninfa Cálice (Καλύκη), hija de Hecatón; si es que este último no es el mismo que Hicetaón, uno de los hijos de Laomedonte. Otros dicen que su madre fue Harpale y otros más que su madre Escamandrodice lo abandonó en la orilla del mar, pero fue rescatado por unos pescadores que lo llamaron Cicno, «cisne» porque vieron un cisne volando sobre él. Otro relato dice que Cicno tenía la piel blanca como la de una mujer y el pelo rubio, razón por la que recibió su nombre que significaba «cisne».
Cuando alcanzó la edad adulta, se convirtió en rey de Colonas en la Tróade y se casó con Proclea, hija de Laomedonte o de Clitio, con quien fue padre de Tenes y Hemítea. Dictis de Creta menciona otros hijos diferentes. Tras la muerte de Procleia se casó con Filónome, hija de Trágaso (también llamada Polibea o Escamandria), quien se enamoró de su hijastro Tenes y, cuando no atendió sus peticiones, le calumnió ante Cicno, por lo que éste montó en cólera y lo arrojó al mar dentro de un cofre junto a su hermana Hemítea. Según otras versiones, fue el mismo Tenes quien se arrojó al mar. Tras esto, cuando Cicno supo la verdad sobre la conducta de su esposa, mandó enterrarla viva y fue en busca de su hijo, quien había llegado a la isla de Ténedos, donde se había convertido en rey. Según ciertas tradiciones, para impedir que su padre desembarcara en la isla, Tenes le cortó el ancla.
En la Guerra de Troya, tanto Cicno como Tenes lucharon en el bando de los troyanos, y ambos murieron a manos de Aquiles. Como Cicno era invulnerable al hierro, Aquiles lo mató estrangulándolo con la correa de su casco o golpeándolo con una piedra. Ovidio añade que el cuerpo de Cicno desapareció y fue transformado en cisne cuando Aquiles volvió para tomarle la armadura.
Dictis Cretensis menciona a otros dos hijos de Cicno, Cobis y Coriano, y también a una hija, Glauce.